# Mokos Károly
Mokos Károly (Révkomárom, 1851. január 15. –  Budapest, 1897. december 15.) felső-kereskedelmi iskolai tanár.

## Élete
Mokos János tanító és Szakács Julianna fia, Mokos Gyula nagybátyja. A gimnáziumot és tanítóképzőt Nagykőrösön végezte, üzleti gyakorlatra Berger Sándor borkereskedésében Cegléden, valamint a ceglédi és a nagyrőcei takarékpénztárnál tett szert. Polgári iskolákra volt képesítve a mennyiségtan-természettani szakcsoportból. Tanított 1873-tól 1885-ig a ceglédi polgári iskolában, 1885-től 1890-ig a nagyrőcei polgári iskolában és 1890-től egyszersmind a kereskedelmi iskolában; 1896-ban a pancsovai állami felső kereskedelmi iskolához helyezték át.
Könyvviteli és levelezési szakczikkeket írt a Kereskedelmi Szakoktatásba és a Gyakorlati Keresk. Tudományokba, vegykémlési és borászati czikkeket a Gyógyszerészeti Hetilapba; Warga István életrajzát a Magyarország és Nagyvilágba (1872); a Néptanítók Lapjában (1878. A tündércsók története, vagy hogyan lett a pásztorfiúból hatalmas király).

## Művei
- A takarékpénztárakról. Bpest, 1881.
- A háromtornyú vár. Bpest, 1882. (Magyar Könyvtár).
- Eredeti mesék az ifjúság számára. Czegléd, 1884. (Ifjúsági Iratok I. Ism. Prot. Egyh. és Isk. Lap 1883. 44. sz.).